# Železník (Sirk, Turčok)
Železník je osada v regionu Gemer na rozhraní Revúcké vrchoviny a Stolických vrchů v okrese Revúca.
Administrativně patří západní část k obci Sirk a východní část k obci Turčok. Leží v sedle mezi vrchy Železník (818 m n. m.) a Havranová (592 m n. m.), v nadmořské výšce asi 500 m. Osadou prochází silnice III. třídy ze Sirku do Revúce, na kterou se napojuje cesta z Lubeníku přes Turčok.

## Historie
Archeologické nálezy strusek v zemních pecích předpokládá těžbu železné rudy již v laténském období. První písemná zmínka o těžbě rudy v Železníku pochází z roku 1570. Těžba probíhala na svazích hory Železník na planině Rovné. Později se těžilo v blízkosti obce Sirk. V roce 1698 byly obce Sirk, Turčok a osady, které k nim pařily Železník a Červeňany, dány Csákyovci do zástavy Šturmanovcům, kteří je v roce 1758 odkoupili. V letech 1882–1884 byla postavena lanová dráha za Železníku do Likiera u Hnúště v délce 13 098 m k přiblížení železné rudy k hutím. V letech 1892–1893 byla postavená úzkorozchodná železnice v délce 3600 m, která vedla až do Rákošské Baně. V roce 1896 byla postavená další lanová dráha, která z Železníku přepravovala vytěženou železnou rudu do Chyžnianské vody-Lubeníku. Její provoz byl ukončen v roce 1964.
V roce 1882 byly Rimamuránskou společností, která vlastnila doly na Železníku, stavět pro horníky šestibytové domy v části Kříž. V období 1906–1907 byly postaveny v části Ladislav (dolní kolonie) další čtyřbytové domy. V části Štokovec (osada Alžběta) byly postaveny v letech 1912–1914 dva dvojposchoďové domy s třiceti byty.
V roce 1906 byly postaveny v obci dvě kuželny, jedna pro úředníky a druhá pro dělníky (ta byla postavená Čítacím spolkem).
V meziválečném období se těžba omezovala. v roce 1953 byl závod v Železníku zrušen a přiřazen k  národnímu podniku Železnorudné bane ve Spišské Nové Vsi. V roce 1965 byla těžba v Železníku úplně zastavena.

## Památky
Osada Železník byla v roce 1991 vyhlášená památkovou zónou.
Mezi kulturní památky patří objekty z období 1882–1883 pod společným názvem dědičná štola Ladislav:
- portál štoly Ladislav a opěrná stěna[7][8]
- budova kina (pošta, manipulační budova)[9] V budově kina se začínaly promítat první filmy v roce 1929 (od roku 1932 zvukové). V roce 1953 bylo pojmenováno Stachanov. Od roku 2014 kino obnovilo promítání filmů.[10]
- stáj s vozovnou[11]
- budova stolárny (kolárna, tesařská dílna)[12]
- sklad oleje[13]

## Partnerská obec
Partnerskou obcí je Železník v okrese Svidník.